# フアン・アロンソ (キューバのサッカー選手)
フアン・アロンソ（Juan Alonzo、1911年 - 没年不明）は、元キューバ代表のサッカー選手。ポジションはフォワード。

## 経歴

### クラブ
アロンソの所属したクラブについては、詳細は伝わっていないが、キューバ選手権で優勝したフォルトゥーナ・ハバナ (Fortuna Havana) にも所属していた時期がある。

### キューバ代表
アロンソはキューバ代表の一員として国際試合に臨み、1938年にフランスで開催された第3回FIFAワールドカップにも出場した。
この大会におけるアロンソの出場機会は、6月12日にアンティーブで試合が行われたスウェーデンとのトーナメント準々決勝（2回戦）だけであったが、この試合は0対8でキューバの完敗であった。